# Лонтани, Маттео
Маттео Лонтани (итал. Matteo Lontani; род. 26 марта 2007) — итальянский футболист, полузащитник клуба «Ювентус».

## Клубная карьера
Лонтани — воспитанник клуба «Ювентус».

## Международная карьера
В 2024 году в составе юношеской сборной Италии Лонтани принял участие в юношеском чемпионате Европы на Кипре. На турнире он сыграл в матчах против сборных Словакии, Швеции, Англии и Португалии.

## Достижения
Международные
 Италия (до 17)
- Победитель чемпионата Европы (до 17 лет) — 2024